# Presbytis rubicunda
Presbytis rubicunda är en däggdjursart som först beskrevs av Müller 1838.  Presbytis rubicunda ingår i släktet bladapor och familjen markattartade apor. IUCN kategoriserar arten globalt som livskraftig. Det svenska trivialnamnet kastanjebrun bladapa förekommer för arten.
Inga underarter finns listade i Catalogue of Life. Wilson & Reeder (2005) skiljer mellan fem underarter.
Presbytis rubicunda når en kroppslängd (huvud och bål) av 45 till 55 cm och en svanslängd av 64 till 78 cm. Vikten är 5,2 till 7,8 kg. Pälsen har allmänt en rödorange till mörkröd färg och svansens spets är den nästan brun eller svart. Över ansiktet bildar håren en tydlig kant. Ofta finns tofsar på huvudet. Ansiktet är nästan naket med svartgrå hud.
Denna primat förekommer på nästan hela Borneo. Den saknas bara i öns västra delar. Arten vistas i låglandet och i låga bergstrakter. Habitatet utgörs främst av städsegröna skogar och träskmarker. Presbytis rubicunda uppsöker även trädgårdar.
Arten äter främst blad och frukter som kompletteras med andra gröna växtdelar beroende av vad årstiden erbjuder. En vuxen hanne, några honor och deras ungar bildar en flock som liknar ett harem. Dessutom förekommer ungkarlsflockar. För att visa sitt anspråk har alfahannen ett läte som återges med ke-ha-ha-ha-ha-ha. Ibland äter Presbytis rubicunda jord för att få mineraler.